# Liste des codes postaux canadiens débutant par Y
| Flag of Canada | Codes postaux canadiens |    |    |    |    |    |    |    |    |    |    |    |    |    |    |       |    |
| \| NL \| NS \| PE \| NB \| QC \| QC \| QC \| ON \| ON \| ON \| ON \| ON \| MB \| SK \| AB \| BC \| NU/NT \| YT \| \| A \| B \| C \| E \| G \| H \| J \| K \| L \| M \| N \| P \| R \| S \| T \| V \| X \| Y \| |                         |    |    |    |    |    |    |    |    |    |    |    |    |    |    |       |    |
| NL | NS                      | PE | NB | QC | QC | QC | ON | ON | ON | ON | ON | MB | SK | AB | BC | NU/NT | YT |
| A | B                       | C  | E  | G  | H  | J  | K  | L  | M  | N  | P  | R  | S  | T  | V  | X     | Y  |

## Yukon- 3RTA
| Y0A Sud-est du Yukon (Watson Lake) | Y1A Whitehorse  |
| Y0B Centre du Yukon (Dawson City)  | Y1B Non assigné |
| Y0C Non assigné                    | Y1C Non assigné |
| Y0E Non assigné                    | Y1E Non assigné |
| Y0G Non assigné                    | Y1G Non assigné |
| Y0H Non assigné                    | Y1H Non assigné |
| Y0J Non assigné                    | Y1J Non assigné |
| Y0K Non assigné                    | Y1K Non assigné |
| Y0L Non assigné                    | Y1L Non assigné |
| Y0M Non assigné                    | Y1M Non assigné |
| Y0N Non assigné                    | Y1N Non assigné |
| Y0P Non assigné                    | Y1P Non assigné |
| Y0R Non assigné                    | Y1R Non assigné |
| Y0S Non assigné                    | Y1S Non assigné |
| Y0T Non assigné                    | Y1T Non assigné |
| Y0V Non assigné                    | Y1V Non assigné |
| Y0W Non assigné                    | Y1W Non assigé  |
| Y0X Non assigné                    | Y1X Non assigné |
| Y0Y Non assigné                    | Y1Y Non assigné |
| Y0Z Non assigné                    | Y1Z Non assigné |

## Sources
- Géographie - Trouver de l’information par région ou aire géographique, sur Statistique Canada.
- Google Maps (ici un exemple de recherche avec la région de tri d'acheminement Y1A)